# All-Star Game LNB 2024
Le All-Star Game LNB 2024 est la 38e édition du All-Star Game LNB. Il se déroule le 29 décembre 2024 à l'Accor Arena de Paris. L’équipe des All-Stars Monde bat l’équipe des All-Stars France 149-141 après prolongations. Shevon Thompson est élu MVP de la rencontre avec 21 points et 8 rebonds. L'événement est diffusé sur la plateforme DAZN.

## Système de vote
La LNB met en place un nouveau système de vote pour cette édition. Du 27 octobre 2024 au 26 novembre 2024, le public a la possibilité de voter pour un joueur qui intègrera le « Cinq All Star France » et un qui intègrera le « Cinq All Star Monde ». Les deux qui auront reçu le plus grand nombre de votes du public seront donc automatiquement sélectionnés pour le All Star Game. Les journalistes de la presse régionale qui suivent la Betclic Élite et les médias digitaux suivant le basket-ball sont invités à désigner leurs deux cinq à partir du 1er novembre.
Après les 9 journées de championnat, un jury d’experts, composé de représentants des médias, de LNB Légendes et des instances du basket français se réunit le 27 novembre 2024 pour désigner les 11 joueurs « All Stars France » et 11 joueurs « All Stars Monde ».
Le jury désigne les deux cinq de départ qui débutent la rencontre, ainsi que les participants aux concours de meneurs de jeu et de tirs à 3 points.
Les entraîneurs sélectionnés seront les entraîneurs principaux de leur club respectif dont l’équipe a le meilleur pourcentage de victoires à la 9ème journée de Betclic Élite et la 13ème journée de Pro B.
Pour les « All Star France », l'entraîneur principal est le coach de Betclic Élite au meilleur pourcentage de victoire et l’assistant est l'entraîneur de Pro B second au pourcentage de victoire.
Pour les « All Star Monde », l'entraîneur principal sera le coach Betclic Élite second au meilleur pourcentage de victoire et l'assistant est l'entraîneur de Pro B premier au pourcentage de victoire.

### Vote du public
Nadir Hifi pour l'équipe des All-Stars France et T. J. Shorts pour l'équipe des All-Stars Monde sont les deux joueurs élus par le public.
Nicolas Lang et T. J. Shorts sont nommés capitaines de leurs équipes.

### All-Stars France
| Position          | Joueur              | Équipe                  |
| ----------------- | ------------------- | ----------------------- |
| Meneur            | Théo Maledon        | ASVEL Lyon-Villeurbanne |
| Meneur-Arrière    | Nadir Hifi          | Paris Basketball        |
| Arrière-Ailier    | Nicolas Lang        | Limoges                 |
| Ailier fort-Pivot | Joffrey Lauvergne ¹ | ASVEL Lyon-Villeurbanne |
| Pivot             | Bastien Vautier     | Cholet                  |

| Position       | Joueur             | Équipe                  |
| -------------- | ------------------ | ----------------------- |
| Meneur-Arrière | Élie Okobo         | AS Monaco               |
| Meneur         | Nolan Traoré       | Saint-Quentin           |
| Arrière-Ailier | Noah Penda         | Le Mans                 |
| Pivot          | Brice Dessert      | SIG Strasbourg          |
| Meneur         | Matthew Strazel    | Monaco                  |
| Meneur-Arrière | Nando de Colo      | ASVEL Lyon-Villeurbanne |
| Pivot          | Mouhammadou Jaiteh | Monaco                  |

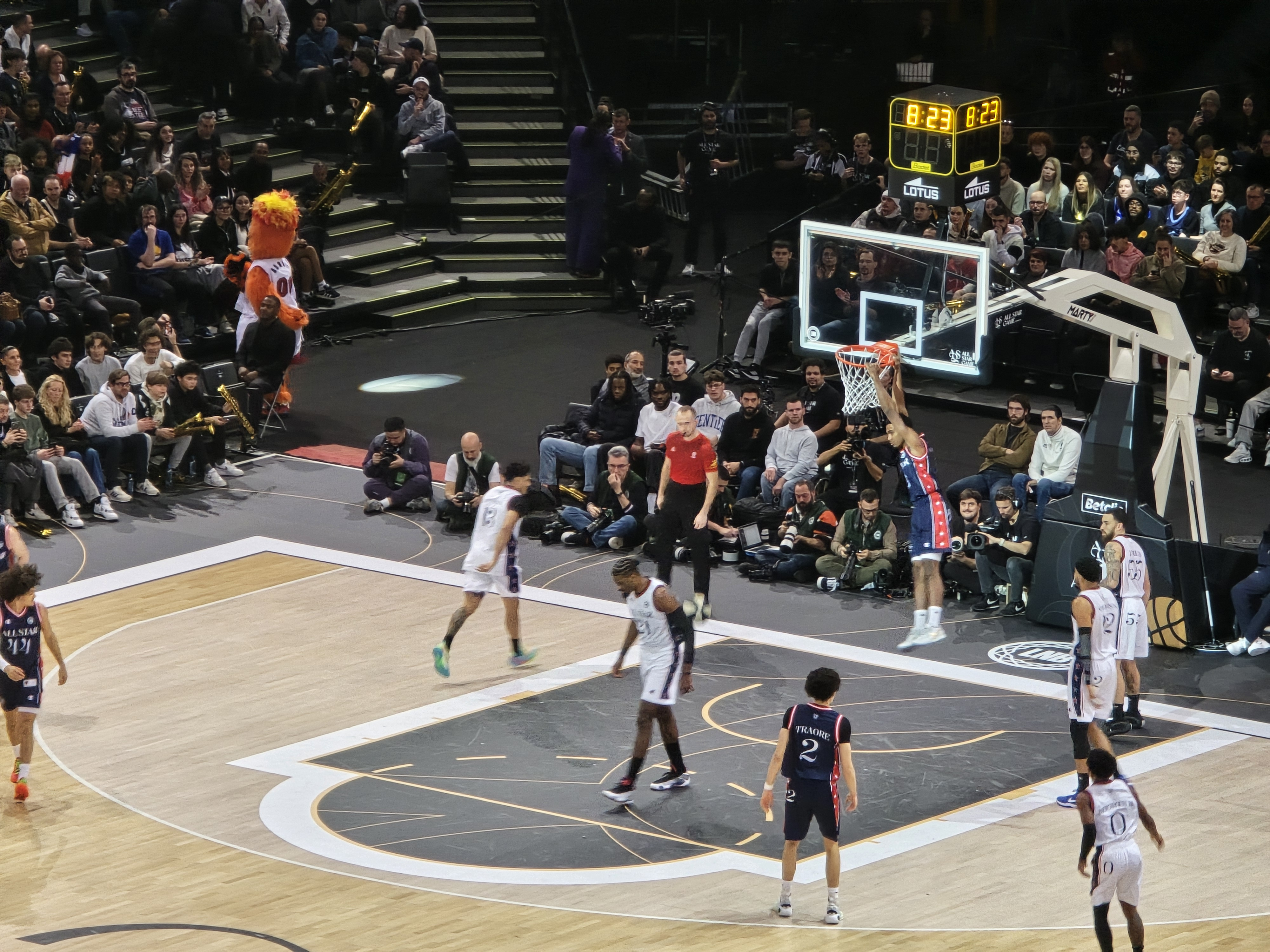
Théo Maledon lors du All-Star Game LNB 2024.

¹ Joffrey Lauvergne déclare forfait pour le All-Star Game à cause d'une blessure et est remplacé par son coéquipier Neal Sako (ASVEL Lyon-Villeurbanne) ; Brice Dessert prend la place de Lauvergne dans le cinq de départ.

### All-Stars Monde
| Position       | Joueur           | Équipe                  |
| -------------- | ---------------- | ----------------------- |
| Meneur         | T. J. Shorts     | Paris Basketball        |
| Meneur         | Mike James       | AS Monaco               |
| Arrière        | Xavier Castaneda | JL Bourg-en-Bresse      |
| Arrière-Ailier | André Roberson   | ASVEL Lyon-Villeurbanne |
| Pivot          | Shevon Thompson  | SLUC Nancy              |

| Position | Joueur          | Équipe           |
| -------- | --------------- | ---------------- |
| Meneur   | David Holston ¹ | Dijon            |
| Ailier   | Desi Rodriguez  | Nanterre 92      |
| Ailier   | Collin Malcolm  | Paris Basketball |
| Arrière  | Tyson Ward      | Paris Basketball |
| Arrière  | Jerome Robinson | Saint-Quentin    |
| Meneur   | T. J. Campbell  | Cholet           |
| Ailie    | Alpha Diallo ¹  | AS Monaco        |

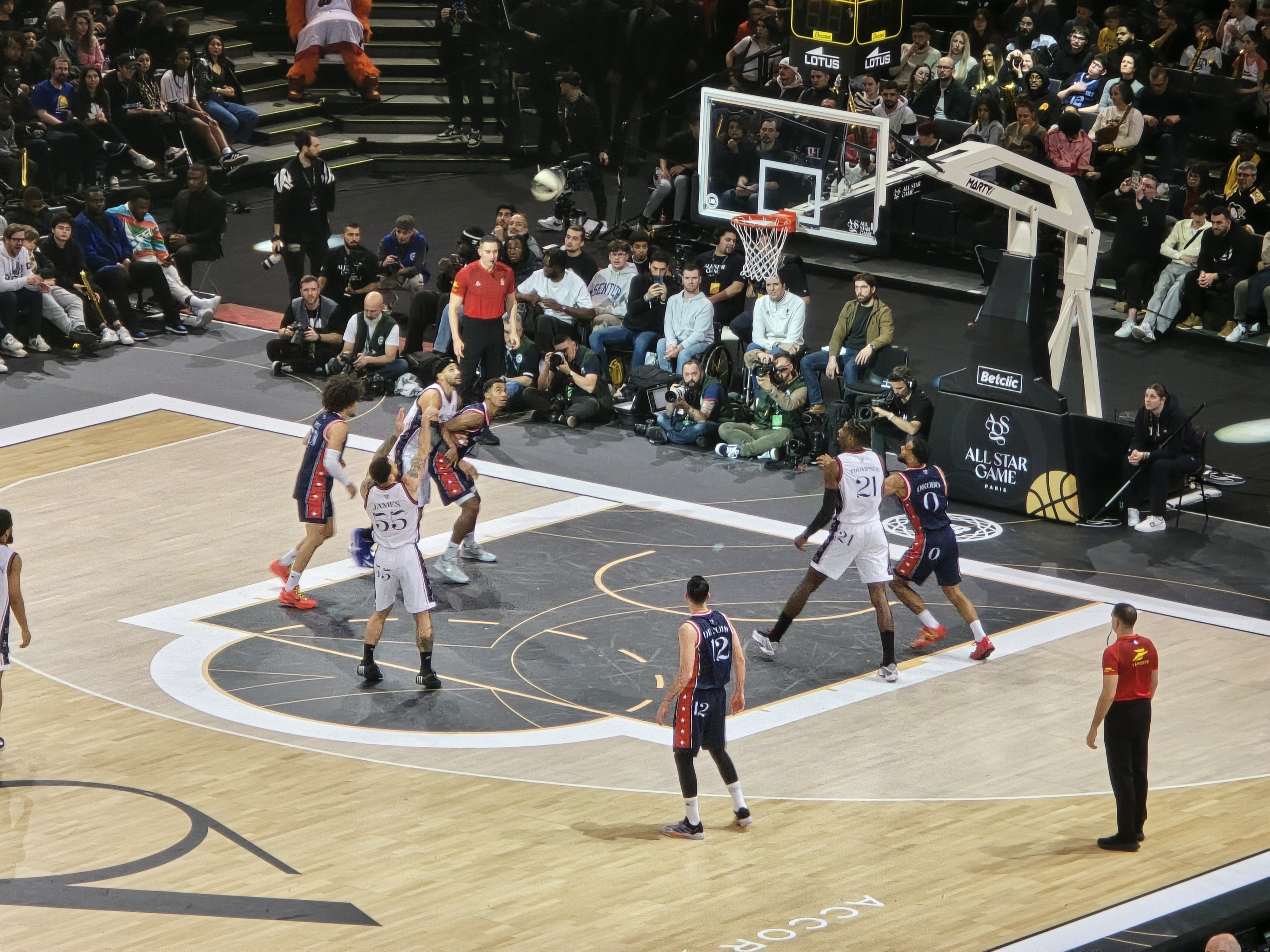
Mike James lors du All-Star Game LNB 2024.

¹ David Holston déclare forfait pour le All-Star Game à cause d'une blessure. Alpha Diallo, initialement forfait et remplacé par Trevor Hudgins (Le Mans) est finalement présent sur la feuille de match, mais n'entre pas en jeu.

### Entraîneurs
Tiago Splitter (Paris), assisté de Thomas Andrieux (Roanne), dirigent l’équipe des All-Stars France. Fabrice Lefrançois (Cholet), assisté de David Morabito (Blois), dirigent l’équipe des All-Stars Monde.
| 29 décembre 2024 18h30 | Rapport | France                                                         | 141-149                  | Monde                                             | OT | Accor Arena, Paris Affluence : 15 846 Arbitres : Mehdi Difallah Pierre Landy Edgard Ceccarelli | DAZN |
| 29 décembre 2024 18h30 | Rapport | Score par quart-temps : 39-32, 33-41, 30-28, 28-29, OT : 11-19 |                          |                                                   | OT | Accor Arena, Paris Affluence : 15 846 Arbitres : Mehdi Difallah Pierre Landy Edgard Ceccarelli | DAZN |
| 29 décembre 2024 18h30 | Rapport | Score par mi-temps : 72-73, 58-57                              |                          |                                                   | OT | Accor Arena, Paris Affluence : 15 846 Arbitres : Mehdi Difallah Pierre Landy Edgard Ceccarelli | DAZN |
| 29 décembre 2024 18h30 | Rapport | Théo Maledon, 23 Okobo, de Colo, 7 de Colo, Strazel, 7         | Points Rebonds Passes d. | Mike James, 24 André Roberson, 9 T. J. Shorts, 11 | OT | Accor Arena, Paris Affluence : 15 846 Arbitres : Mehdi Difallah Pierre Landy Edgard Ceccarelli | DAZN |

## Concours

### Concours des meneurs

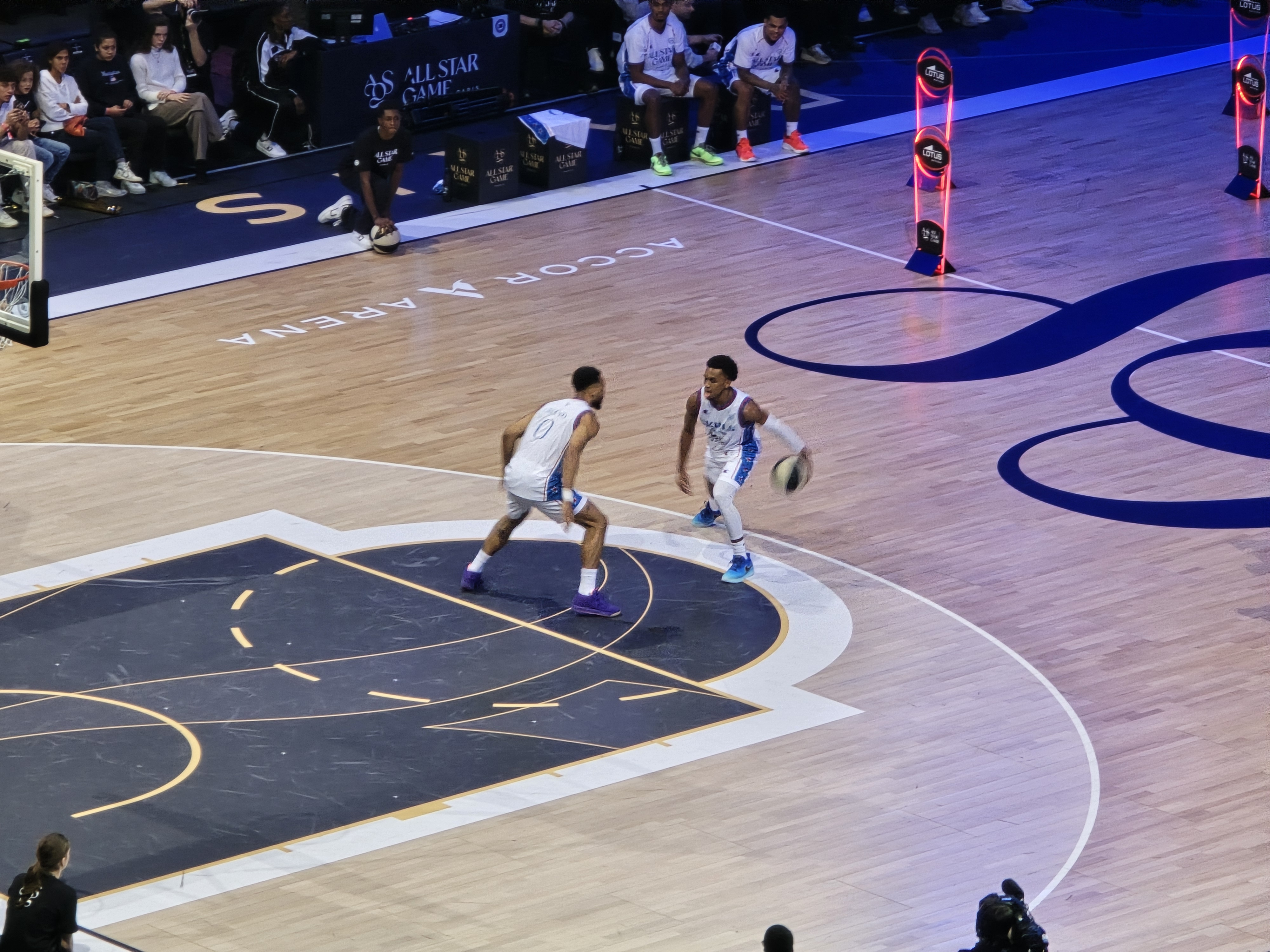
T. J. Shorts (avec le ballon) et Élie Okobo lors du All-Star Game LNB 2024.

Un nouveau format est inauguré lors de cette édition, avec une finale jouée sur du un-contre-un, après des demi-finales sur le modèle habituel du parcours technique, passes-dribbles-tirs.
T. J. Shorts (Paris Basketball) remporte le trophée après sa victoire en finale face à Élie Okobo.
- Notes : 
  - Demi-finales :
    - T. J. Shorts (Paris Basketball) - T. J. Campbell (Cholet Basket) : 2-1
    - Élie Okobo (Monaco) - Théo Maledon (ASVEL Lyon-Villeurbanne) : 2-0

  - Finale : T. J. Shorts (Paris Basketball) - Élie Okobo (Monaco) : 2-1

| Pos.           | Joueur         | Équipe                  | taille | Premier tour | Finale |
| -------------- | -------------- | ----------------------- | ------ | ------------ | ------ |
| Meneur         | T. J. Campbell | Cholet Basket           | 1,75 m | 1            |        |
| Meneur-Arrière | Élie Okobo     | Monaco                  | 1,91 m | 2            | 1      |
| Meneur         | T. J. Shorts   | Paris Basketball        | 1,75 m | 2            | 2      |
| Meneur         | Théo Maledon   | ASVEL Lyon-Villeurbanne | 1,93 m | 0            |        |

### Concours de tirs à 3 points

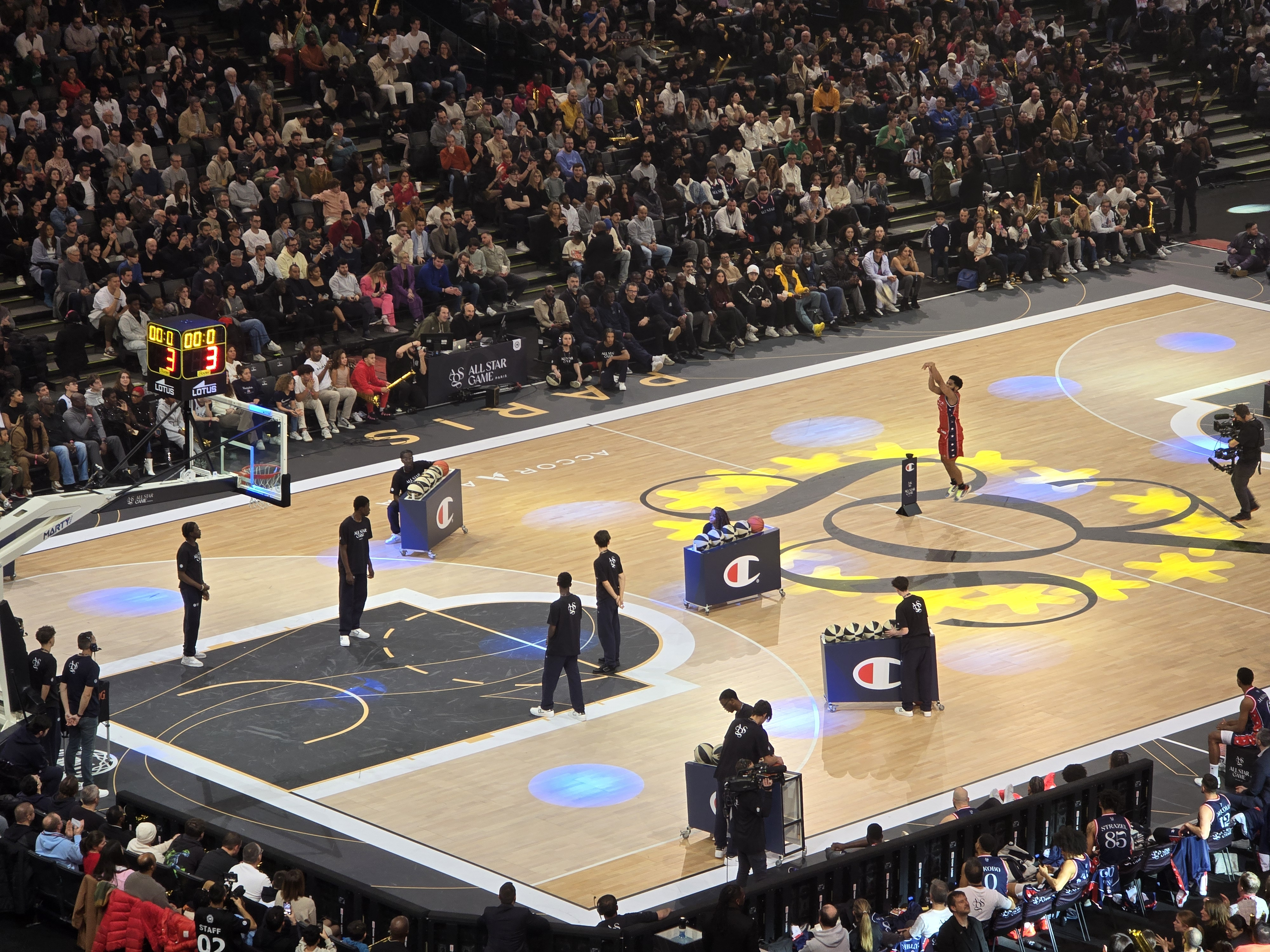
Trevor Hudgins lors du concours à 3 points du All-Star Game LNB 2024.

Trevor Hudgins (Le Mans) remporte le trophée.
| Pos.           | Joueur            | Équipe           | taille | Premier tour | Finale |
| -------------- | ----------------- | ---------------- | ------ | ------------ | ------ |
| Meneur-Arrière | Nadir Hifi        | Paris Basketball | 1,84 m | 18           |        |
| Arrière        | Nicolas Lang      | Limoges CSP      | 1,98 m | 19           | 20     |
| Meneur         | Trevor Hudgins    | Le Mans          | 1,80 m | 22           | 23     |
| Meneur         | Enzo Goudou-Sinha | Saint-Quentin    | 1,82 m | 18           |        |

### Concours de dunks

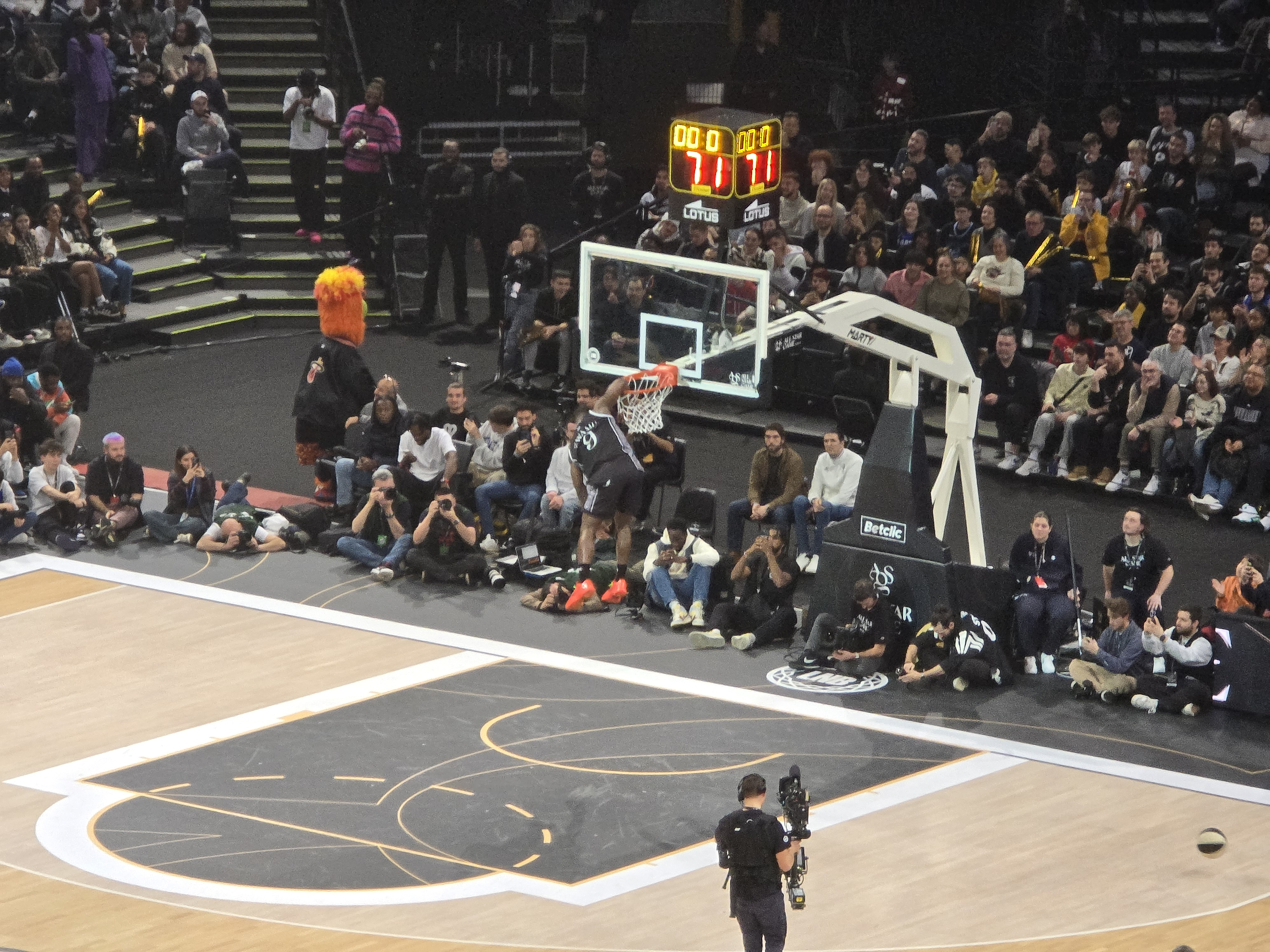
Ike Nwamu lors du All-Star Game LNB 2024.

Pour la première fois, le vainqueur ne sera plus uniquement désigné à l'applaudimètre par le public de l'AccorArena, mais également par un jury composé de 3 membres : Kadour Ziani, Alain Digbeu et Salif Gueye.
Chaque Dunk sera évalué selon deux critères principaux : la réaction du public avec la mesure du volume sonore généré par les spectateurs qui comptera pour 25% de la note et l'analyse du jury qui attribuera une note à chaque dunk. Les scores du jury seront ensuite combinés avec la note du public pour établir la note finale du dunk pour un score maximal de 40 points.
Ike Nwamu (Chartres) remporte le concours devant Elwin Ndjock. Nathan Missia-Dio, blessé à la cuisse sur son dunk inaugural, ne participe pas à la finale.
| Pos.               | Joueur              | Équipe   | Taille | Premier tour | Finale |
| ------------------ | ------------------- | -------- | ------ | ------------ | ------ |
| Ailier             | Nathan Missia-Dio ¹ | Blois    | 2,05 m | 35           |        |
| Ailier             | Elwin Ndjock        | Rouen    | 2,00 m | 32,8         | 71,5   |
| Ailier-Ailier fort | Williams Narace     | Le Mans  | 2,01 m | 30,6         |        |
| Arrière            | Ike Nwamu ¹         | Chartres | 1,93 m | 33,5         | 76     |

¹ Allan Dokossi (JDA Dijon), tenant du titre, est blessé et remplacé par Nathan Missia-Dio. Jamuni McNeace (Cholet) déclare forfait pour cause de blessure et est remplacé par Ike Nwamu.